# Michael Wincott
Michael Anthony Claudio Wincott (Scarborough, Ontario; 21 de enero de 1958) es un actor canadiense, quizás más conocido por sus papeles como Top Dollar en El cuervo, Guy de Gisbourne en Robin Hood: príncipe de los ladrones, René Ricard en Basquiat, Gary Soneji en Along Came a Spider, Korda en Metro y como el Capitán Rochefort en Los tres mosqueteros, además de su personaje antagonista principal de Adrián de Mujica en 1492: La Conquista del Paraíso.

## Biografía

### Orígenes, infancia y juventud
Wincott nació en Scarborough, Ontario. Su padre, William Wincott, un inmigrante inglés natural de Blackpool, fue trabajador de la construcción, soldador y vendedor. Su madre, Lucia, era una inmigrante italiana natural de Milán. Sus padres emigraron a Canadá en 1952. Se conocieron en Italia, cuando William estaba estacionado allí durante la Segunda Guerra Mundial. Wincott es el hermano menor del también actor Jeff Wincott. Creció en Scarborough, Ontario, y asistió al Cedarbrae Collegiate y brevemente a la Universidad de Toronto, graduándose en el Escuela Juilliard en 1986.

### Carrera
Wincott es más conocido por sus papeles de villano, como el de Guy of Gisbourne en Robin Hood: príncipe de los ladrones, Adrián de Mújica en 1492: la conquista del paraíso, Capitán Rochefort en la película de 1993 Los tres mosqueteros, Top Dollar en el filme de 1994 El cuervo, Philo Gant en Strange Days y Frank Elgyn en Alien Resurrection. Otros de sus papeles incluyen el mentor de Jean-Michel Basquiat, René Ricard, en la película biográfica de Julian Schnabel: Basquiat (1996); y la película sobre el grupo The Doors dirigido por Oliver Stone: The Doors.

### Vida personal
Wincott es conocido por su postura apática de la celebridad y los ideales de Hollywood, a menudo diciendo que él tiene el arte en mayor consideración que el dinero. 
Wincott es un agudo esgrimista y es conocido por sus papeles de lucha de espadas. También toca la batería, la guitarra y la armónica.

## Filmografía
- Ticket to Heaven (1981)
- Curtains (1983)—Matthew
- El siciliano (1987)—Cpl. Silvestro Canio
- Talk Radio (1988)—Kent/Michael/Joe
- Nacido el 4 de julio (1989)—Veterano de Vietnam
- The Doors (1991)—Paul A. Rothchild
- Robin Hood: príncipe de los ladrones (1991)—Guy de Gisbourne
- 1492: la conquista del paraíso (1992)—Adrián de Mújica
- Romeo Is Bleeding (1993)—Sal
- Los tres mosqueteros (1993)—Conde de Rochefort
- El cuervo (The Crow) (1994)—Top Dollar
- Dead Man (1995)—Conway Twill
- Días extraños (1995)—Philo Gant
- Basquiat (1996)—René Ricard
- Metro (1997)—Michael Korda
- Alien Resurrection (1997)—Frank Elgyn
- Gunshy (1998)—Frankie McGregor
- Antes que anochezca (1998)—Herberto Zorilla Ochoa
- Along Came a Spider (2001)—Gary Soneji
- The Count of Monte Cristo (2002)—Armand Dorleac
- El planeta del tesoro (2002) (voz)—Scroop
- The Assassination of Richard Nixon (2004)—Julius Bicke
- Seraphim Falls (2007)—Hayes
- What Just Happened (2008)—Jeremy Brunell
- Hitchcock (2012)
- Forsaken (2015)—Gentleman Dave Turner

## Papeles de voz en videojuegos
- Halo 2 (2004)—voz de Prophet of Truth
- Darksiders 2 (2012)—voz de Death